# AMAP
Die AMAP (Advanced Modular Armour Protection, deutsch etwa fortschrittlicher modularer Panzerschutz) ist ein mehrstufiges modulares System zur Panzerung und zum aktiven Schutz von Fahrzeugen. Das System wird vom deutschen Unternehmen IBD Deisenroth Engineering (Ingenieurbüro Deisenroth) entwickelt und vertrieben, das sich auf die Entwicklung und Produktion von Schutzsystemen für militärische Fahrzeuge spezialisiert hat.

## Aufbau und Hintergrund
Die AMAP ist der Nachfolger und die Weiterentwicklung der MEXAS-Panzerung, die 1994 vorgestellt wurde. Sie wurde in den Jahren 2000 bis 2006 nach dem neuen NATO-Standard 4569 beziehungsweise AEP 55 entwickelt. Die Panzerung beruht zum Teil auf keramischen Nanopartikeln, die eine dünne und leichte Panzerung ergeben.
AMAP verfolgt dabei ein mehrstufiges Konzept zum Schutz des Fahrzeuges. Die erste Stufe zielt darauf ab, dass das Fahrzeug zunächst nicht erfasst wird, das heißt insbesondere durch eine Unterdrückung der Signatur und Geräuschentwicklung nicht aufgeklärt werden kann. Sollte trotzdem ein Geschoss oder Lenkflugkörper auf das Fahrzeug abgeschossen werden, greift die zweite Stufe, die die anfliegende Bedrohung zerstören soll; gelingt dies nicht, soll die dritte Stufe – die eigentliche passive Panzerung – den Durchschlag der panzerbrechenden Munition verhindern. Über die Funktionsweise dieser Hardkill-Komponente einer sog. Abstandsaktiven Schutzmaßnahme gibt es bisher keine weiteren Informationen. Vergleichbare Systeme erlauben aber eine ungefähren Einblick. Die vierte Stufe soll darüber hinaus durch geeignete Maßnahmen die Besatzung im Falle eines Treffers vor dessen Auswirkungen schützen.

## Produkte

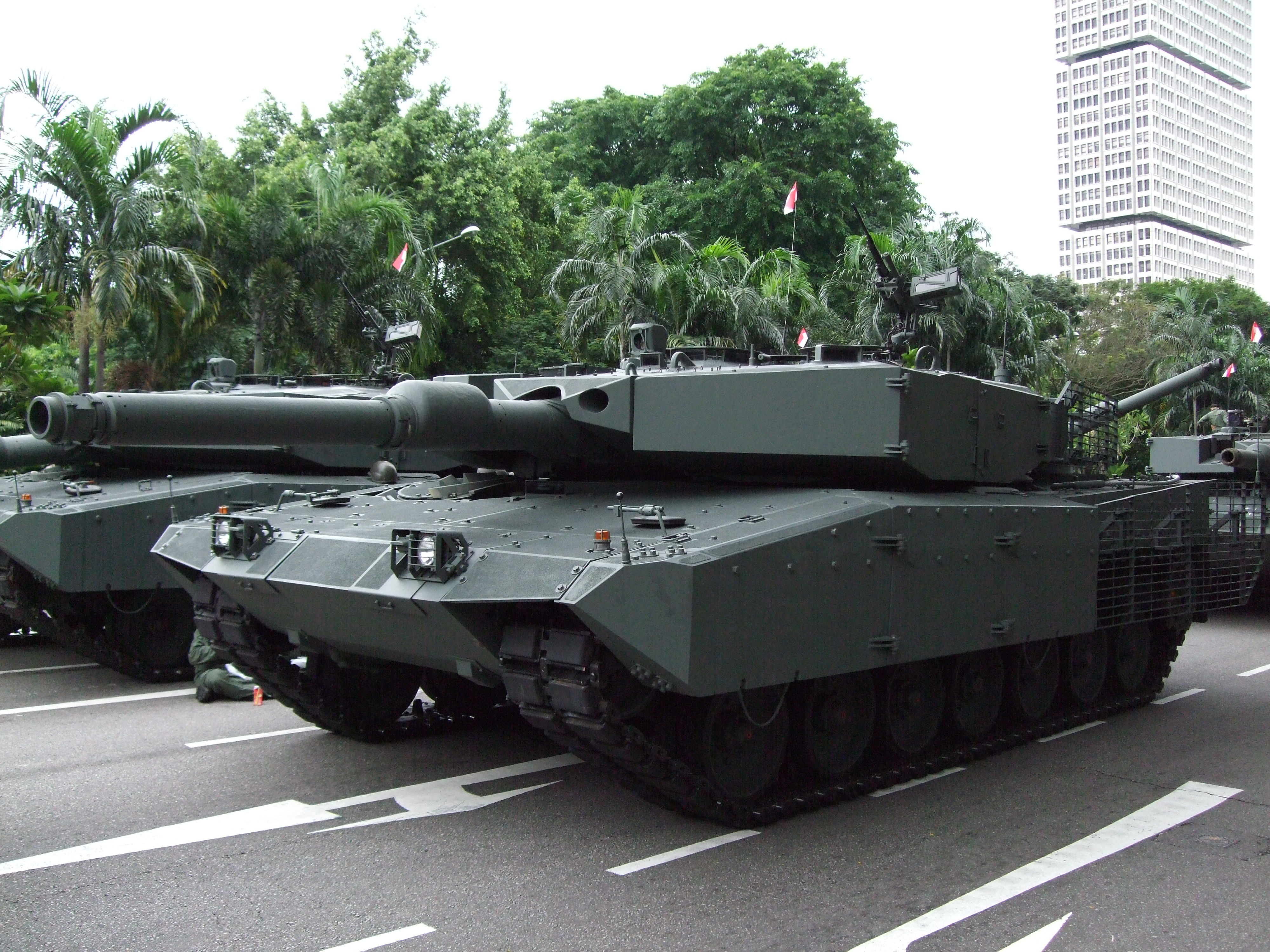
Die Leopard 2A4 von Singapur wurden nach ihrem Kauf mit AMAP zusätzlich gepanzert. Die aktive Komponente sind vermutlich die kleinen Apparaturen oben auf der vorderen Wanne.

AMAP enthält passive und aktive Schutzelemente und kann durch die Modularität und verschiedenen Ausbaustufen an unterschiedliche Fahrzeugtypen, wie Panzer, LKW oder Geländewagen sowie spezifische Einsatzszenarien angepasst werden.
Folgende „Module“ sind verfügbar:
- AMAP-ADS (Active Defence System): ist das abstandsaktive Schutzsystem der AMAP-Familie. Es ist als Hardkill-System konzipiert, das heißt, es zerstört anfliegende Bedrohungen wie Panzerabwehrlenkwaffen, RPGs, Wuchtgeschosse und projektilbildende Ladungen. Es können Projektile bis zu einer Geschwindigkeit von 2000 Meter pro Sekunde erfasst und bekämpft werden. Das System deckt mit opto-elektronischen Sensoren einen halbkugelförmigen Erfassungsbereich um das zu schützende Objekt ab. Durch ein Gewicht von 150 bis 500 Kilogramm können auch leichtere Fahrzeuge geschützt werden.[4] AMAP-ADS wird von der ADS Gesellschaft für aktive Schutzsysteme mbH, einem im Jahre 2007 gegründeten Gemeinschaftsunternehmen von IBD Deisenroth und Rheinmetall Defence, hergestellt und weiterentwickelt. Es wird in Schweden auch als AAC (Active Armor Concept) auf der Splitterskyddad Enhetsplattform getestet und in Frankreich als Shark vermarktet.

- AMAP-AIR: sehr leichte Panzerung für Flugzeuge und Hubschrauber. Schützt den Eurocopter Tiger.[5]

- AMAP-B (B steht für Ballistic Protection): Basisschutz gegen ballistische Waffen.[6]

- AMAP-SC (Shaped Charge): speziell zum Schutz vor Hohlladungsgeschossen. Es kann mit dem ballistischen Schutz kombiniert werden.[7]

- AMAP-IED (Improvised Explosive Device): zum Schutz vor projektilbildenden Ladungen, als Erweiterung zu den anderen Panzerungen.[8]

- AMAP-L (Liner Systems): Liner-System zum Schutz der Besatzung bei einem Treffer. Der Liner ist eine Innenverkleidung zum Schutz vor abgeplatzten Splittern der Hauptpanzerung auf der Innenseite.[9]

- AMAP-M (Mine Protection): Schutz vor Minen und projektilbildenden Ladungen.[10]

- AMAP-R (R für Roof): Schutz des Fahrzeugdachs vor Splittern und kleineren Granaten. Mit einer Erweiterung (Level 2) ist er auch in der Lage, vor einer projektilbildenden Ladung, beispielsweise der Submunition der SMArt 155, zu schützen, die auf die normalerweise schwache Oberseite des Fahrzeuges abgefeuert wird.[11]

- AMAP-S (Signature): dient dem Schutz vor Aufklärung und Erfassung. Es bewirkt eine Unterdrückung der Radar, Infrarot- und optischen Signatur und dämpft die Fahrzeuggeräusche.[12]

- AMAP-T (Transparent): Panzerglas als Mehrschichtsystem aus Glas, Keramik und anderen Bestandteilen. In den Schutzklassen 1 bis 4 verfügbar.[13]

- AMAP-MPS (Multi-Purpose Seat): Sitze, die die Wirkung von Minen oder unkonventionellen Spreng- und Brandvorrichtungen auf Insassen reduzieren.[14]

## Verwender
- Leopard 2 (am Demonstrator Leopard 2A4 Evolution, im Jahr 2008 präsentiert)
- GTK Boxer
- Patria AMV
- Schützenpanzer Puma
- Schützenpanzer CV90